# Valansart
Valansart est un village de Belgique situé en Gaume dans la commune de Chiny, dans l'arrondissement administratif de Virton.